# Oribatella punctata
Oribatella punctata är en kvalsterart som beskrevs av Hammer 1958. Oribatella punctata ingår i släktet Oribatella och familjen Oribatellidae. Inga underarter finns listade i Catalogue of Life.